# Selección mexicana de bádminton
El equipo nacional de bádminton de México representa a México en competencias internacionales por equipos de bádminton y está controlado por la Federación Mexicana de Bádminton. México compitió en la Copa Sudirman cuatro veces desde 1991 hasta 2001.

## Selección Actual
Los siguientes jugadores fueron seleccionados para representar a México en la Copa Panamericana de Bádminton Masculino y Femenino 2022.
|  | Men - Andrés López - Job Castillo - Armando Gaitán - Luis Ramón Garrido - Sebastián Martínez Cardoso - Luis Armando Montoya Navarro - Rodrigo Morales - Lino Muñoz - Gerardo Saavedra | Women - Jessica Jazmin Bautista Trigueros - Romina Fregoso - Haramara Gaitán - Vanessa Maricela García Contreras - Paula Lozoya - Fátima Rio - Miriam Jacqueline Rodriguez Pérez - Sabrina Solis |

## Palmarés

### Campeonato Panamericano por Equipos Masculinos
- 1 Medallas de Oro: 2016
- 1 Medallas de Plata: 2020
- 1 Medallas de Bronce: 2022

### Campeonato Panamericano por Equipos Femeninos
- 1 Medalla de Bronce: 2016

### Campeonato Panamericano por Equipos Mixtos
- 2 Medallas de Bronce: 1993 y 2009

### Campeonato Panamericano Junior por Equipos
- 1 Medallas de Plata: 2008
- 2 Medallas de Bronce: 2014 y 2021

### Juegos Centroamericanos y del Caribe
- 3 Medallas de Oro: 1990, 2010 y 2018
- 2 Medallas de Plata: 2010 y 2014
- 1 Medallas de Bronce: 2006

## Récord Competitivo

### Copa Thomas
| Año  | Posición | Torneo          | Sede    |
| ---- | -------- | --------------- | ------- |
| 2016 | 16       | Thomas Cup 2016 | Kunshan |

### Sudirman Cup
| Año  | Position     | Torneo            | Sede       |
| ---- | ------------ | ----------------- | ---------- |
| 1991 | 30 (Grupo 7) | Sudirman Cup 1991 | Copenhague |
| 1997 | 50 (Grupo 7) | Sudirman Cup 1997 | Glasgow    |
| 1999 | 45 (Grupo 6) | Sudirman Cup 1999 | Copenhague |
| 2001 | 50 (Grupo 7) | Sudirman Cup 1999 | Sevilla    |

### Campeonato Panamericano por Equipos Masculinos
| Año  | Posición | Torneo                                                 | Sede        |
| ---- | -------- | ------------------------------------------------------ | ----------- |
| 2010 | 7        | Campeonato Panamericano por Equipos Masculinos de 2010 | Lima        |
| 2016 |          | Campeonato Panamericano por Equipos Masculinos de 2016 | Guadalajara |
| 2020 |          | Campeonato Panamericano por Equipos Masculinos de 2020 | Salvador    |
| 2022 |          | Campeonato Panamericano por Equipos Masculinos de 2022 | Acapulco    |

### Campeonato Panamericano por Equipos Femeninos
| Año  | Posición | Torneo                                                 | Sede        |
| ---- | -------- | ------------------------------------------------------ | ----------- |
| 2010 | 4        | Campeonato Panamericano por Equipos Femeninos de 2010  | Lima        |
| 2016 |          | Campeonato Panamericano por Equipos Femeninos de 2016  | Guadalajara |
| 2020 | 4        | Campeonato Panamericano por Equipos Femeninos de 2020  | Salvador    |
| 2022 | 5        | Campeonato Panamericano por Equipos Masculinos de 2022 | Acapulco    |

### Campeonato Panamericano por Equipos Mixtos
| Año  | Posición       | Torneo                                             | Sede                |
| ---- | -------------- | -------------------------------------------------- | ------------------- |
| 1993 |                | Campeonato Panamericano por Equipos Mixtos de 1993 | Ciudad de Guatemala |
| 2008 | 4              | Campeonato Panamericano por Equipos Mixtos de 2008 | Lima                |
| 2009 |                | Campeonato Panamericano por Equipos Mixtos de 2009 | Guadalajara         |
| 2010 | 4              | Campeonato Panamericano por Equipos Mixtos de 2010 | Curitiba            |
| 2012 | 4              | Campeonato Panamericano por Equipos Mixtos de 2012 | Lima                |
| 2013 | 5              | Campeonato Panamericano por Equipos Mixtos de 2013 | Santo Domingo       |
| 2014 | 6              | Campeonato Panamericano por Equipos Mixtos de 2014 | Markham             |
| 2017 | 6              | Campeonato Panamericano por Equipos Mixtos de 2017 | Santo Domingo       |
| 2019 | 5              | Campeonato Panamericano por Equipos Mixtos de 2019 | Lima                |
| 2023 | Por Determinar | Campeonato Panamericano por Equipos Mixtos de 2023 | Guadalajara         |

### BWF Campeonato Mundial Junior
| Año  | Posición | Torneo                                | Sede        |
| ---- | -------- | ------------------------------------- | ----------- |
| 2010 | 21       | BWF Campeonato Mundial Junior de 2010 | Guadalajara |
| 2015 | 27       | BWF Campeonato Mundial Junior de 2015 | Lima        |
| 2016 | 32       | BWF Campeonato Mundial Junior de 2016 | Bilbao      |
| 2018 | 22       | BWF Campeonato Mundial Junior de 2018 | Markham     |

### Campeonato Panamericano Junior por Equipos
| Año  | Posición | Torneo                                             | Sede                |
| ---- | -------- | -------------------------------------------------- | ------------------- |
| 2007 | 5        | Campeonato Panamericano Junior por Equipos de 2007 | Puerto Vallarta     |
| 2008 |          | Campeonato Panamericano Junior por Equipos de 2008 | Ciudad de Guatemala |
| 2009 | 7        | Campeonato Panamericano Junior por Equipos de 2009 | Guaynabo            |
| 2012 | 5        | Campeonato Panamericano Junior por Equipos de 2012 | Edmonton            |
| 2013 | 4        | Campeonato Panamericano Junior por Equipos de 2013 | Puerto Vallarta     |
| 2014 |          | Campeonato Panamericano Junior por Equipos de 2014 | Ciudad de Guatemala |
| 2015 | 4        | Campeonato Panamericano Junior por Equipos de 2015 | Tijuana             |
| 2016 | 7        | Campeonato Panamericano Junior por Equipos de 2016 | Lima                |
| 2017 | 4        | Campeonato Panamericano Junior por Equipos de 2017 | Markham             |
| 2018 | 7        | Campeonato Panamericano Junior por Equipos de 2018 | Salvador            |
| 2021 |          | Campeonato Panamericano Junior por Equipos de 2021 | Acapulco            |
| 2022 | 5        | Campeonato Panamericano Junior por Equipos de 2022 | Santo Domingo       |

### Juegos Centroamericanos y del Caribe
| Año  | Position           | Torneo                                     | Sede                |
| ---- | ------------------ | ------------------------------------------ | ------------------- |
| 1990 | (Equipo Mixto)     | XVI Juegos Centroamericanos y del Caribe   | Ciudad de México    |
| 2006 | (Equipo Mixto)     | XX Juegos Centroamericanos y del Caribe    | Cartagena de Indias |
| 2010 | (Equipo Femenino)  | XXI Juegos Centroamericanos y del Caribe   | Mayagüez            |
| 2010 | (Equipo Masculino) | XXI Juegos Centroamericanos y del Caribe   | Mayagüez            |
| 2014 | (Equipo Mixto)     | XXII Juegos Centroamericanos y del Caribe  | Veracruz            |
| 2018 | (Equipo Mixto)     | XXIII Juegos Centroamericanos y del Caribe | Barranquilla        |